# Ikki Tōsen
Ikki Tōsen (一騎当千 Ikkitōsen?, lit. "Un poderoso caballero que iguala a mil caballeros"), o Ikkitousen, es un manga de Yuji Shiozaki, quien para crearlo se basó en la novela china del Romance de los Tres Reinos. 
La versión anime de Ikki Tōsen, basada en el manga, está dividida en cuatro temporadas y varias OVAs incluyendo Ikki Tōsen: Shūgaku Tōshi Keppū-roku de aproximadamente 43 minutos de duración, además de los seis "extras" o "especiales" de cada temporada que no guardan relación con la historia y su único motivo de existir es el fanservice.
La primera serie, de 13 episodios, fue licenciada en Latinoamérica por Ledafilms a finales de 2005, siendo estrenada en el canal I.Sat por el bloque Adult Swim el 7 de noviembre de 2008 a las 03:30.

## Argumento
Los espíritus de los héroes legendarios que lucharon por la unificación de China en la era de los tres reinos se encuentran sellados dentro de antiguas gemas y esparcidos por todo Japón.
En la región de Kantō, siete escuelas secundarias tienen lugar en una guerra territorial por la supremacía territorial: Academia Nanyō, Academia Kyoshō, Academia Seito, Academia Yoshū, Escuela secundaria Rakuyō, Escuela secundaria Gogun y Escuela privada Yōshū. Los luchadores de cada escuela portan las joyas sagradas llamadas magatama, que contienen la esencia de los guerreros de la era de los Tres Reinos de la Antigua China hace 1800 años, así como sus destinos.
La hermosa Hakufu Sonsaku, descendiente del legendario conquistador Sun Ce, es una luchadora muy hábil con un fuerte sentido de la personalidad que va a la Academia Nanyō, donde asiste con su primo Koukin Shuuyu a petición de su madre. Su destino, como el de su antecesor, era conquistar todas las escuelas. Pero hay un lado más oscuro y peligroso de su destino, uno que puede cambiar todo el curso de la historia para siempre.

## Personajes

### Nanyō Gakuin
Hakufu Sonsaku
Sun Ce (孫策伯符), el hijo mayor de Sun Jian, el hermano mayor de Sun Quan. Fue segundo líder de Wu, también llamado "Little Conquistador" (小霸王), Wang xiǎo bo, el Sho-hao. Su muerte a temprana edad se cree que es causada por el místico Yu Ji.
Es la protagonista de la serie. Es una chica de carácter alegre y algo tonta pero es la líder de la academia Nanyō, por lo tanto alberga un dragón dentro suyo, es decir que es uno de los Tres Grandes Gobernantes (fundadores de los Tres Reinos, con Sousou y Ryuubi). Es una chica con grandes pechos, rubia, de ojos verdes. Le gusta pelear aunque esta en contra de la violencia y la matanza innecesaria. Aunque no quiere dominar el mundo aceptó ser líder para defender a sus amigos y familiares. Antes de unirse a Nanyō, Hakufu vivió con su madre, Goei, fuera de Kanto, donde, al igual que el samurái, practica cosas como el arreglo floral y la ceremonia del té, mientras que en gran medida la formación en las artes marciales. Ella es considerada una Toushi Clase D, pero su verdadero poder se demuestra cuando se enfada ya que pierde el control y deja que su dragón la controle.
Koukin Shuuyu
(周瑜公瑾): Zhou Yu. Un estudiante de segundo año de colegio Nanyō y guerrero de nivel D. Desde pequeño practica artes marciales junto a su prima Hakufu, y si bien él siente una atracción hacia ella, Hakufu no le corresponde en lo más mínimo. Tiene la capacidad suficiente para convertirse en un gran guerrero, aunque todavía le falta mucha experiencia en combate.
Ryomou Shimei
(呂蒙子明): Lü Meng. Una extraña chica con pelo corto de color azul y ojos verdes, un distintivo lunar en su mejilla izquierda y una historia muy extraña, principalmente vinculada a su misterioso parche en el ojo izquierdo. Potente y de rango B, es uno de los cuatro grandes de Nanyō.
Ella tiene el hábito de usar un vestido de limpieza francés color azul y se especializa en movimientos de lucha libre (usa llaves, estrangula y en conjunto con sus ataques ella utiliza un par de esposas que lleva consigo; también es muy hábil en la toma de chi explosiones. Su vida anterior (antes de que ella se convirtiera en una Toushi) es desconocida, pero se dejó como trágica y dolorosa. Ella, Teifu, Saji han sido mejores amigos desde mucho antes del inicio de la serie. Ryomou está enamorada de Saji y cuida de Teifu (quien la ama). Ryomou siempre ha luchado por el gusto de hacerlo y no se considera a sí misma de una mujer.
Presumiblemente a causa de su dragón tiene doble personalidad, una es bastante tímida y normal y la otra es psicosexual. Su lado psicosexual no es tan malo como el de Ryuubi, Sousou y Hakufu. Tres años antes del inicio de la serie Ryomou había luchado con Ryuubi cuando el dragón de esta había despertado, logró salvar su vida antes de que el dragón de Ryuubi intentara rasgar su propio corazón. En el proceso el dragón de Ryuubi poseyó a Ryomou entrando en su ojo izquierdo y en la actualidad convive perfectamente con ella.
Su poder, incluso la sanó completamente después de haber sido apuñalado y herida de muerte en el corazón por Teni. Otros personajes no parecen estar en armonía con sus dragones tanto como Ryomou, pero ella todavía lo sella con su parche en el ojo izquierdo y se cree que se está muriendo a causa de ello. Muy pocos son conscientes de ello, y no se dijo si comparte el dragón de Ryu o si tiene ahora el suyo por su propia cuenta. Mientras ella lo tiene, ella es tan potente como los otros tres líderes. Su ojo mágico puede ser una referencia al idioma chino "Mirar a una persona con nuevos ojos", una expresión atribuida a Lu Meng, quien fue un brillante erudito como un gran guerrero en el periodo de los Tres Reinos.
La encarnación de Ryomou en el anime es mucho más seria y taciturna que en la del manga, hasta el punto de ser casi carente de emociones. No es tímida y es desinteresada en actos de relaciones, lo cual se ve en una escena del primer episodio en que Saji pone su mano en su pecho. Su magatama se muestra color plata en la primera y en la segunda temporada que es, sin duda, tan fuerte como Myousai, aunque ella se retiró durante su primera batalla con el fin de proteger el Dragón de Jade. Ella no tiene ninguna relación en su pasado con Ryuubi, en lugar de eso su dragón parece ser suyo, a pesar de que no se sabe cómo lo obtiene.
Ryomou también parece estar más cerca a Hakufu de lo que se ve en el manga y sale a ayudar a la líder de Nanyō a su manera cada vez que puede, incluso salió en su propia búsqueda para encontrar el Dragón de Jade y con él ayudar a Hakufu. Resultó gravemente herida tras ser emboscada por Teni. Chou-un vino a su rescate y logró derrotar a Teni, pero Ryomou despertó con su propio dragón. Chou-un pudo derrotar a Ryomou, vendarla y regresarla a Nanyō después de robarle el Dragón de Jade. A pesar de su fuerza, Chou-un declaró que si Ryomou no hubiese estado herida durante el despertar de su dragón, Ryomou habría sido capaz de vencerla.
Ryomou se recuperó a su plena capacidad y combatió en la Batalla de Chibi, derrotando a Myousai. Al final de la segunda temporada se la ve trabajando junto con Hakufu en un café cosplay, vestida como un gato de limpieza (Ryomou incluso lleva en el ojo un parche en forma de corazón). En la tercera temporada se reveló que ella y que Hakufu han perdido numerosos puestos de trabajo a causa de la torpeza de Ryomou y los golpes que le ha propiciado contra los clientes. Su dragón, a diferencia del de Hakufu, no volvió a entrar en hibernación después de Chibi, y al revelarse ella podría morir.
Genpou Saji (Ouin Shishi)
(左慈元放): Zuo Ci. Uno de los cuatro grandes del colegio Nanyō. Aunque siempre se le acusa de ser un perro de Enjutsu, al parecer tiene ciertas conexiones con la alianza que opone a Toutaku, sus habilidades como guerrero no ha podido confirmarse, pero se le considera el mejor de los cuatro grandes, y es un gran mujeriego.
Gakushuu
(樂就): Yue Jin. Uno de los cuatro grandes del colegio Nanyō. Es un guerrero de nivel B que derrotó a Hakufu, sin embargo, como esta medida fue desautorizada por Enjutsu, Ryomou fue enviada para eliminarlo. Tiene un aspecto intimidante pero en realidad es una buena persona. No está de acuerdo en la forma de actuar de Saji y Enjutsu.
Kannei Kouha
(甘寧興霸): Gan Ning. Uno de los cuatro grandes del colegio Nanyō. tiene el aspecto de un criminal idiota, pero en realidad es un guerrero muy peligroso, recibe la orden de ejecutar a Hakufu, pero es derrotado por Ryomou Mientras intentaba hacerlo.

## Media

### Manga
En cuanto a la obra original, fue publicada por primera vez en la revista Comic Gum de la editorial Wani Books en abril de 2000, y se mantiene como la principal obra de su creador. Su serialización concluyó el 25 de agosto de 2015 con el capítulo 166, siendo recopilada en 24 volúmenes. La editorial que la publica en español es Ivrea, la cual ha publicado la obra de forma íntegra respetando los tomos japoneses.
Desde entonces, una secuela se encuentra en publicación en la revista Young King OURs
En octubre de 2015, la editorial Shōnen Gahōsha anunció que una secuela titulada Shin Ikki Tōsen comenzaría a serializarse en la revista Young King OURs a partir de la edición de enero de 2016 lanzada a la venta el 30 de noviembre de 2015.

### Anime
- Ikki Tōsen: Fue estrenada en Japón el 30 de julio de 2003 y terminó de transmitirse el 22 de octubre del mismo año. La dirección estuvo a cargo de Takeshi Watanabe, duró 13 capítulos y la animación corrió por parte de J.C.Staff y la producción por Genco.

- Ikki Tōsen: Dragon Destiny: El 26 de febrero de 2007 se estrenó en Japón la continuación de la serie y terminó de emitirse el 14 de mayo del mismo año. La animación corrió por parte del estudio Arms y la producción por Genco. La serie de 12 capítulos fue dirigida por Ohata Kōchi (Burst Angel) y el diseño de personajes estuvo a cargo de Rin Shin (OVAs de I"s).

- Ikki Tōsen: Great Guardians: En la edición del mes de abril de 2008 de Comic Gum (la revista japonesa que publica Ikki Tōsen) se anunció que una nueva temporada comenzaría en julio de ese año, la cual estuvo dirigida nuevamente por Ohata Kōchi y animada por el estudio Arms. No estuvo basada en el manga de Yuji Shiozaki sino en historias originales y entraron en escena nuevos personajes, como la supuesta hermana de Sonsaku y el regreso de Ryofu Housen. El anime consta de 12 capítulos.

- Ikki Tōsen: Xtreme Xecutor: Las guerras entre clanes de la academia van aumentando. Es la hora de mostrar el verdadero poder de todos los luchadores. Un nuevo enemigo aparece, pero Hakufu es engañada por las apariencias y no es capaz de percibir a los poderosos y verdaderos enemigos que se encuentran al acecho entre las sombras, listos para asaltarle y llevarse lo que más aprecia. Aquellos con miradas y almas deseosos de muerte se unen a la lucha por la supremacía, una lucha que ya no implica solo a la academia, sino al mundo entero.

### Episodios del Anime

#### "Ikki Tōsen"
1. "Los campeones"
2. "La fuerza de un millar"
3. "Siempre hay alguien mejor"
4. "¡Duelo! Taishiji vs Sonsaku"
5. "¡La rebelión de Hakufu!"
6. "El torneo de grandes luchadores cubierto de sangre"
7. "¡Batalla Despiadada!"
8. "¿Por qué? La traición de Goei"
9. "Vacaciones de primavera animadas"
10. "El encuentro del demonio y la legendaria soberana"
11. "Ryofu, su amor y muerte"
12. "El verano llega al jardín de sandías"
13. "El adiós de Hakufu a sus días de lucha"

#### "Ikki Tōsen: Dragon Destiny"
1. "Movimientos de un espíritu naciente"
2. "Despertando al Rey del demonio"
3. "Chorreando sangre, derramando lágrimas"
4. "El encuentro casual de dos Dragones"
5. "Toushi, cruel"
6. "Un encuentro con el Dragón agachado"
7. "La rendición de Kan-u"
8. "Un líder menor de la gloriosa muerte"
9. "Una amistad destruida"
10. "La leyenda de Koukin"
11. "La guerra de Toushi"
12. "¡Chibi en llamas!"

##### "Ikki Tōsen: Dragon Destiny OVAs/Extras"
1. "Los grandes senos de Seito"
2. "Los salvajes senos de Nanyou"
3. "Hagamos cosplay Glorioso General"
4. "Explosivo béisbol-fu de senos sin igual - parte 1"
5. "Explosivo béisbol-fu de senos sin igual - parte 2"
6. "Luego de la fiesta"

#### "Ikki Tōsen: Great Guardians"
1. "El militar es un gran asunto del Estado"
2. "Todas las guerras se basan en engaños"
3. "Los muertos no pueden ser devueltos a la vida"
4. "Querer a vuestros soldados como a sus hijos"
5. "No luches al menos que la situación es crítica"
6. "El espionaje es esencial para las operaciones militares"
7. "Primero como una virgen"
8. "Controla a tu enemigo y no dejes que el te controle"
9. "Muchos cálculos conllevan la victoria; pocos, la derrota"
10. "La mejor voluntad del general desbaratara los planes del enemigo"
11. "Tomar la iniciativa asegura la derrota del enemigo"
12. "Destinados a reunirse después de una larga separación"

##### "Ikki Tōsen: Great Guardians OVAs/Extras"
1. "Club de lucha - sexy cosplay (Peligroso Trabajo de Medio Tiempo 1)"
2. "Club de lucha - sexy cosplay (Peligroso Trabajo de Medio Tiempo 2)"
3. "Club de lucha - sexy cosplay (Peligroso Trabajo de Medio Tiempo 3)"
4. "Club de lucha - sexy cosplay (Peligroso Trabajo de Medio Tiempo 4)"
5. "Club de lucha - sexy cosplay (Peligroso Trabajo de Medio Tiempo 5)"
6. "Club de lucha - sexy cosplay (Peligroso Trabajo de Medio Tiempo 6)"

#### "Ikki Tōsen: Xtreme Xecutor"
1. "Guerrero mojado"
2. "Camaradas reunidas"
3. "Un león en formación"
4. "Señales demoníacas"
5. "Lazos del alma"
6. "Colmillos Temblorosos"
7. "Lágrimas silenciosas"
8. "Una reunión de puños"
9. "Amor Furioso"
10. "La Oscuridad"
11. "El castillo en llamas"
12. "Futuro eterno"

##### "Ikki Tōsen: Xtreme Xecutor Yume Rokkei OVAs/Extras"
1. "¡¿Una rebelión?! ¡¡La crisis del señor Chuubou!!"
2. "¡¿Un ángel desciende?! ¡¡El verdadero amor puesto a prueba!!"
3. "¡¿Gran aprieto?! ¡¡Un peligroso juego de persecución!!"
4. "¡¿Todos aprueban?! ¡¡El maestro más poderoso aparece!!"
5. "¡¿Una gran pelea?! ¡¡Secundaria contra primaria!!"
6. "¡¿Gran aventura?! ¡¡La cacería de dragones del valle del infierno!!"

#### "Ikki Tōsen: Shūgaku Tōshi Keppū-roku"
1. "Shūgaku Tōshi Keppū-roku"

#### "Ikki Tōsen: Extravaganza Epoch"
1. "Encuentro"
2. "Intercambio"

#### "Ikki Tōsen: Western Wolves"
1. "Un arduo viaje"
2. "Las dificultades del tiempo"
3. "Voluntad indomable"

#### "Shin Ikki Tōsen"
1. "El regreso"
2. "El templo Jofuku"
3. "Melodía"

### Videojuegos
- Ikki Tōsen: Shining Dragon (一騎当千 Shining Dragon Ikkitōsen Shainingu Doragon?), fue desarrollado por Idea Factory y lanzado para PlayStation 2 en Japón el 26 de julio de 2007 por Marvelous Entertainment. El juego tiene una historia original con Hakufu, Ryomou y Kanu como los principales personajes jugables. El juego presenta un nuevo personaje llamado Chousen, la contraparte japonesa de Diao Chan. Junto con Hakufu, Ryomou y Kanu, Ryuubi, Ukitsu, Chouhi, Choun, Ryofu y Kakouen también aparecen como personajes jugables, y Shuyu aparece como un personaje adicional en los arcos de la historia de Hakufu y Ryomou respectivamente. El lanzamiento internacional del juego se completó en 2008, pero fue cancelado formalmente por el distribuidor en mayo de 2009, con la clasificación M como el factor más perjudicial.[4][5]

- Ikki Tōsen: Eloquent Fist (一騎当千 Eloquent Fist Ikkitōsen Erokuento Fisuto?), fue desarrollado por Tamsoft para la PlayStation Portable y lanzado el 2 de octubre de 2008 por Marvelous Entertainment. El juego es un híbrido entre la lucha y la aventura, y cuenta con 15 heroínas "Ikki Tōsen" y un nuevo personaje llamado Kanpei, la contraparte japonesa de Guan Ping y el protagonista del juego.[6] Los nuevos personajes incluyen a Sousou (modo Berserk Dragon Ruler), Teni, Shokatsuryou, Ryuubi, Saji y Ouin, junto con EX-Hakufu (modo Berserk Dragon Ruler) y EX-Ryuubi (que técnicamente es el modo dragón que no es Berserk (ya que el modo Berserk era un personaje jugable en el primer juego)) ("Shining Dragon").  Puño elocuente  omite la presencia de Ukitsu, y las nuevas maniobras de finalización y los conjuntos de movimientos alterados se han mejorado o se han debilitado.

- Ikki Tōsen: Xross Impact (一騎当千 XROSS IMPACT Ikkitōsen Kurosu Inpakuto?), fue desarrollado por Tamsoft para PlayStation Portátil y lanzado el 28 de abril de 2010 en Japón. Cuenta con un nuevo personaje llamado Ato, la contraparte japonesa de Liu Shan junto con el regreso de Ukitsu como personaje jugable, y Chinkyu, Bashoku, Kyocho y Shibai se agregan como personajes jugables. El juego agrega una barra de "Super Arts", batallas y combos en equipo, y la adición del sistema de delantero alternativo. El juego también se renovó para incluir una rave de persecución aérea y una pantalla de finalización.

- Los personajes Sonsaku, Kan'u y Ryofu hicieron una aparición como invitado jugable en DLC en Senran Kagura: Estival Versus. Sin embargo, debido a un problema de licencia temporal, estos personajes no aparecieron en la versión occidental del juego, hasta que se anunció su lanzamiento junto con la versión para PC del juego en marzo de 2017.[7]

- Ikki Tōsen: Extra Burst (一騎当千 Extra Burst Ikkitōsen ekusutora bāsuto?), el juego móvil fue lanzado en 2020 por Marvelous como un proyecto especial que celebra el 20 aniversario de la serie Ikki Tōsen.[8]